# Tomás Segovia
Pour les articles homonymes, voir Segovia (homonymie).
Tomás Segovia, né le 21 mai 1927 et mort le 7 novembre 2011, est un écrivain et poète mexicain prolifique, connu dans le monde hispanophone. Né à Valence en Espagne, il a émigré à Mexico pendant l'époque de la guerre d'Espagne. 

## Œuvre
Après de nombreuses récompenses, il s'avère être l'auteur d'une grande variété d'œuvres littéraires, parmi lesquelles en particulier :
- La luz provisional (1950),
- El sol y su eco (1960),
- Anagnórisis (1967), es:Anagnórisis
- Figura y secuencias (1979) et Cantata a solas (1985),
- Casa del nómada (1994)
- Fiel imagen (1997)

Parmi ses essais figurent :
- Contracorrientes (1973),
- Poética y profética (1986), es:Poética y es:profética
- Alegatorio (1997).

Segovia a écrit une pièce de théâtre, Zamora bajo los astros (1959), et des œuvres narratives , Trizadero (1974) et Personajes mirando una nube (1981). En 2001 il a publié la collection de récits Otro invierno.
En 2011, Tomás Segovia a reçu un doctorat Honoris Causa de l'Université Paris VIII.